# 左正宏
左正宏（？—），男，中共党员，中国遗传学会理事，厦门大学教授。

## 生平
1996年毕业于安徽师范大学生物教育专业获学士学位，1999年毕业于厦门大学动物学专业获硕士学位，2005年于厦门大学环境科学专业获博士学位，同年留厦门大学生命科学学院工作。2009年至2010年，在纽约大学做访问学者。历任厦门大学生命科学学院助理教授、副教授、教授，厦门大学生命科学学院副院长，厦门大学生命科学国家级实验教学示范中心主任，厦门大学生命科学学院党委书记。2023年2月，任厦门大学附属翔安医院党委书记。

## 学术贡献
主要从事环境医学与分子毒理学研究。主持国家自然科学面上基金等项目10多项，发表SCI论文100多篇。研究成果获国家科学技术进步奖二等奖（第三完成人），国家教学成果二等奖（第四完成人），上海市科学技术进步奖一等奖（第三完成人）等。2019年获厦门市优秀教师，2022年获宝钢优秀教师奖。

## 社会兼职
教育部大学生物学课程教学指导委员会委员，中国遗传学会理事。